# Polia divisa
Polia divisa är en fjärilsart som beskrevs av Barend J. Lempke 1964. Polia divisa ingår i släktet Polia och familjen nattflyn. Inga underarter finns listade i Catalogue of Life.